# 盛應期
盛應期（1474年—1535年），字思徵，號值菴，直隸蘇州府吳江縣人，明朝政治人物。弘治六年進士，歷仕三朝，幾經起落。官至都察院右副都御史。

## 生平
盛應期來自平江盛氏家族，為盛寅玄孫。弘治六年（1493年）癸丑科進士，授工部都水司主事，管理濟寧州諸閘。太監李廣家人販賣私鹽到濟寧州，因畏懼盛應期將私鹽投水逃走，李廣因此懷恨，借南京進貢內官誣陷盛應期阻薦新船，盛應期與主事范璋下詔獄，謫雲南驛丞，遷祿豐縣知縣，升順慶府通判。
正德四年（1509年）升長沙府同知，六年（1511年）升雲南按察司僉事，與御史張璞、副使晁必登抵制鎮守太監梁裕，梁裕論劾三人，全部下詔獄，張璞被拷打致死。九年（1514年）乾清宮火災，盛應期得以復職，升雲南按察司副使，十年（1515年）升河南按察使，十一年（1516年）升山東右布政使，十三年（1518年）升陝西左布政使，十四年（1519年）任都察院右副都御史、巡撫四川，任內討平天全六番招討使高文林，十五年（1520年）丁繼母憂歸里。
嘉靖二年（1523年）起復原職，改巡撫江西。宸濠之亂後，江西滿目瘡痍，盛應期奏免雜稅數十萬，並請留轉輸南京米糧四十七萬、銀二十萬，賑濟饑民。三年（1524年）升兵部右侍郎、總督兩廣軍務，四年（1525年）御史許中論劾其暴虐，御史鄭洛書論劾其賄結權貴，當時盛應期已遷工部右侍郎，引疾去職。
嘉靖六年（1527年）黃河決堤，流入沛縣之北的廟道口，淤積泥沙數十里，運河不能行，工部右侍郎章拯不能治，南京工部尚書胡世寧、詹事霍韜、山東按察司僉事江良材建議在昭陽湖之東另開漕渠，為長久之計。依御史吳仲之言召還章拯，盛應期起為右副都御史，前往治理。盛應期開挖新河，從昭陽湖東北到留城口，未成被罷職，後來遇赦復職，致仕。盛應期罷官後三十年，新河由朱衡接續完成。

## 家族
高祖盛寅，太醫院御醫；曾祖盛佖；祖父盛昕；父盛瓘，俱贈通議大夫都察院右副都御史。母胡氏；繼母蘇氏，俱贈淑人。子盛之材、盛之榮。女婿陸粲，工科給事中。孫盛茂勳、盛茂熙、盛茂廉、盛茂燾、盛茂然。

### 書目
- 文徵明《明故資善大夫都察院右都御史致仕盛公墓誌銘》
- 《明史》，中華書局點校本

## 延伸阅读
[在维基数据编辑]
 《國朝獻徵錄·卷之五十九》，出自焦竑《國朝獻徵錄》
 《明史卷二百二十三》，出自《明史》